# Fractura expuesta

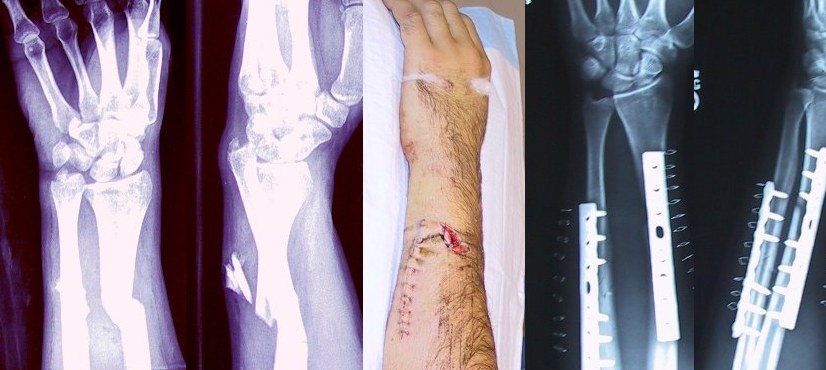
Fractura estabilizada mediante osteosíntesis

La fractura expuesta o abierta es un tipo de fractura en donde existe una comunicación entre el hueso afectado y el exterior a consecuencia de una lesión concomitante de la piel y  de los tejidos blandos que recubren el foco de la fractura (un hematoma o una herida). Generalmente está asociada a traumatismos de alta energía y/o pacientes politraumatizado. La complicación más grave y frecuente de una fractura expuesta es la infección. La piel representa la principal barrera mecánica contra la infección, y cuando se produce una fractura abierta la herida es contaminada de inmediato por flora bacteriana de la piel y/o del ambiente.

## Clasificación
Se utiliza universalmente la clasificación de Gustilo y Anderson, que fue posteriormente modificada añadiendo subcategorías al tipo III. La clasificación toma en consideración el mecanismo traumático, el grado de contaminación,  el compromiso de las partes blandas y lesiones vasculares:

### Tipo I
- Mecanismo Traumático: Baja energía
- Fractura de rasgo simple y escasa conminución
- Hematoma o herida menor a un centímetro
- Sin compromiso vascular

### Tipo II
- Mecanismo Traumático: Mediana energía
- Sin extensos daños de tejidos blandos, flaps o avulsiones.
- Fractura de rasgo simple y alguna conminución
- Herida de entre 1 a 10 centímetros
- Sin compromiso vascular

### Tipo III
- Mecanismo Traumático: Alta energía
- Fractura conminuta y con pérdida ósea, una fractura segmentaria abierta, una fractura abierta o amputación traumática
- Se incluye en esta categoría a las fracturas ocasionadas por arma de fuego, cualquier fractura abierta ocurrida en una granja y cualquier fractura abierta con lesión vascular acompañante lesión que requiere reparación.
- Lesión extensa de las partes blandas.
- Herida mayor a 10 centímetros

### Tipo III A
- Herida contaminada
- Lesiones por aplastamiento
- Fracturas conminutas y segmentarías
- Cobertura de partes blandas adecuada
- Sin compromiso vascular

### Tipo III B
- Sin cobertura de partes blandas adecuada.
- Contaminación masiva (las fracturas ocasionadas por arma de fuego y ocurridas en una granja o medio rural)
- Despegamiento perióstico
- Sin compromiso vascular

### Tipo III C
- Cualquier fractura abierta con lesión vascular asociada que requiera reparación
- Asociado a amputación  de la extremidad
- No se toma en cuenta el tamaño de la lesión de partes blandas

Algunos autores reservan el término de fractura abierta a las lesiones tipo I y fractura expuesta cuando el hueso queda visible, tipo II o III.

## Tratamiento
Se basa principalmente en el aseo quirúrgico (debridación), estabilización de la fractura y antibioterapia combinada. Se ha establecido que las fracturas abiertas se deben desbridar antes de 6 horas y parece lógico que cuanto antes se elimine la carga bacteriana menor será la tasa de infección. La principal ventaja del cierre primario es que permite el aislamiento del foco de fractura del medio ambiente externo y evita nuevas cirugías, aunque existen diferencias sobre el uso de la técnica de desbridamiento inmediato versus el cierre diferido. 
Se han publicado varios estudios acerca del cierre inmediato o precoz; no se encontró ninguna diferencia significativa en cuanto a las tasas de infección o falta de consolidación de la fractura cuando se realizaba cierre inmediato después de desbridamiento o cierre diferido, siempre que el desbridamiento se realice de manera agresiva. El cierre primario sólo debe realizarse en fracturas tipo I, II o IIIa con poca contaminación y lesión de partes blandas leve a moderada.